# Simona Škrabec
Simona Škrabec, slovenska literarna zgodovinarka, pisateljica, prevajalka in esejistka, * 15. september 1968, Ljubljana, Slovenija.
Diplomirala je iz nemškega jezika in primerjalne književnosti na Filozofski fakulteti Univerze v Ljubljani. Leta 1992 se je preselila v Barcelono, kjer živi in dela. Leta 2002 je doktorirala na Barcelonski avtonomni univerzi (Universitat Autònoma de Barcelona) z disertacijo o identitetnih znamenjih v srednjeevropski literaturi, za katero je prejela prestižno nagrado Fundacije Jaume Bofill.
Škrabčeva je prevedla številna dela iz katalonščine ter španščine v slovenščino in obratno. Prevaja tudi iz srbščine. Objavila je številne eseje v katalonskem revijalnem tisku in velja za ambasadorko srednjeevropske literature in kulture v Španiji. 2020 je prejela Lavrinovo diplomo.